# Lehesjärvi och Vähäjärvi
Lehesjärvi och Vähäjärvi eller Pienijärvi är en sjö i Finland. Den ligger i kommunen Jyväskylä i landskapet Mellersta Finland, i den centrala delen av landet, 250 km norr om huvudstaden Helsingfors. Lehesjärvi och Vähäjärvi ligger 95 meter över havet. I omgivningarna runt Lehesjärvi och Vähäjärvi växer i huvudsak barrskog. Den är 10 meter djup. Arean är 86 hektar och strandlinjen är 8,03 kilometer lång. Sjön  ingår i Kymmene älvs huvudavrinningsområde. 